# Gornet-Cricov
Gornet-Cricov es una comuna ubicada en el distrito de Prahova, Rumania.

## Superficie
Posee una superficie de 27,94 kilómetros cuadrados.

## Demografía
Hasta 2021 la población era de 1976 habitantes, con una densidad de población de 70,72 habitantes por kilómetro cuadrado.